# Ferdinand Heske
Ferdinand Heske, född 28 augusti 1892 i Lyck, död 19 juni 1958 i Lindau, var en tysk SS-Oberführer och överste i Schutzpolizei. Under andra världskriget var han från den 30 november 1939 till den 25 oktober 1940 kommendör för Ordnungspolizei i distriktet Radom i Generalguvernementet.
Heske tillhörde tidigare SA-Feldjägerkorps. År 1938 utnämndes han till kommendör för Schutzpolizei i Königsberg för att under andra världskrigets första år bekläda posten som kommendör för Ordnungspolizei i distriktet Radom i Generalguvernementet, den del av Polen som inte inlemmades i Tyska riket. 
Under slutet av andra världskriget var Heske chef för polisförvaltningen i Wilhelmshaven.

## Utmärkelser
- NSDAP:s partitecken i guld
- Ärekorset
- SS Hederssvärd
- SS-Ehrenring (Totenkopfring)